# Lauric Guillaud
Pour les articles homonymes, voir Guillaud.
Lauric Guillaud, né à Nantes le 17 juin 1949, est un essayiste et universitaire français, spécialiste des littératures de l'imaginaire et du roman d’aventures, plus particulièrement des mondes perdus - son doctorat d'Etat portant sur le thème du monde perdu dans la littérature anglo-saxonne. Après avoir enseigné à l'Université de Nantes, depuis 2009 il enseigne à l'Université d'Angers  la littérature anglaise et américaine.  

## Œuvres
- L'Aventure mystérieuse de Poe à Merrit ou l'Orphelin de Gilgamesh, Liège/Chaudfontaine, Éditions du CEFAL, 1993, 236 p. (ISBN 2-87130-026-7, lire en ligne)
- Histoire secrète de l'Amérique, Paris, éd. du Félin, 1997,  (ISBN 978-2866452681)
- Frontières barbares. l'espace imaginaire américain de Charles Brockden Brown à Jim Morrison, E-Dite, (1er octobre 2000),  (ISBN 978-2846080132)
- avec Chantal Foucrier, Atlantides imaginaires : Réécritures d'un mythe
- L'Éternel Déluge, E-Dite, (4 mai 2001),  (ISBN 978-2846080248)
- Atlantide et autres civilisations perdues de A à Z, (en collaboration avec Jean-Pierre Deloux), E-Dite, (19 novembre 2001),  (ISBN 978-2846080620)
- La Terreur et le Sacré : La nuit gothique américaine, éditions Michel Houdiard (1er avril 2007),  (ISBN 978-2912673275)
- Le Nouveau Monde : Autopsie d'un mythe, éditions Michel Houdiard, (1er octobre 2007),  (ISBN 978-2912673749)
- Les Détectives de l'étrange, éditions Manuscrit, 12 octobre 2007),  (ISBN 978-2748194029)